# Чэнь Ян (футболист)
Не путать с китайской легкоатлеткой Чэнь Ян

Чэнь Ян (кит. упр. 陈洋; род. 23 января 1977, Шэньян) — китайский футболист и футбольный тренер.

## Карьера игрока
Чэнь Ян начал заниматься футболом в молодёжной команде «Ляонин» в 1985 году в возрасте восьми лет. Попал в основную команду в 1995 году, где стал игроком основного состава после того как клуб в 1996 году был отправлен во второй дивизион. Однако в 1998 году ему был поставлен диагноз «заболевание сердечной мышцы», а игрок сразу же стал выходить только на замену. Вновь стал игроком основного состава после того, как в 2001 году команду покинул Цюй Шэнцин. Вновь вернулся на скамейку запасных в 2002 году после того, как в команду пришёл Ван Синьсинь. В конце сезона 2003 года был выставлен на трансфер. Хотя Чэнь отказался присоединиться к клубу Первой лиги «Нанькин Йойо», он оказался в команде в аренде как часть сделки по переходу Чжан Хайфэна. Чэнь остался в клубе «Нанькин Йойо» после окончания аренды, однако был не согласен с трансферной стоимостью и решил вернуться в «Ляонин». По окончании сезона 2005 года объявил о завершении игровой карьеры.

## Карьера тренера
После завершения игровой карьеры Чэнь решил заняться бизнесом и в 2006 году открыл ресторан. В 2007 году решил присоединиться к тренерскому штабу клуба «Ляонин Хувин», в котором стал ассистентом главного тренера в 2008 году. На этом посту работал с Ма Линем и Гао Шэном. 9 апреля 2014 года был назначен временным исполняющим обязанности главного тренера после того, как Гао Шэн покинул команду. 2 августа 2015 года ушёл из «Ляонина», так как команда боролась за выживание.
В августе 2016 года был назначен исполняющим обязанности главного тренера молодёжной сборной Китая для игроков не старше 22 лет. В январе 2017 года стал главным тренером молодёжной сборной (U-22). Однако в феврале 2017 года его заменил Массимилиано Маддалони, который работал ассистентом у Марчелло Липпи в первой сборной Китая.
30 марта 2017 года Чэнь вместе с Тан Яодуном перешёл в клуб Первой лиги «Ухань Чжоэр». 9 июля 2017 года стал главным тренером после ухода Тан Яодуна. Разорвал контракт 10 ноября 2017 года по обоюдному согласию сторон.
12 декабря 2017 года клуб «Ляонин», недавно потерявший место в высшем дивизионе, назначил Чэнь Яна во второй раз на пост главного тренера, на этот раз стороны подписали трёхлетний контракт.
5 октября 2020 года после достаточно странного решения менеджмента клуба о прекращении сотрудничества с узбекским тренером Самвелом Бабаяном Чэнь был назначен главным тренером клуба первой лиги «Чанчунь Ятай».